# Leichtathletik-Weltmeisterschaften 1983/Teilnehmer (Nauru)
| Goldmedaillen | Silbermedaillen | Bronzemedaillen |
| ------------- | --------------- | --------------- |
| —             | —               | —               |

Zu den ersten Leichtathletik-Weltmeisterschaften 1983 im finnischen Helsinki entsandte die Republik Nauru einen Athleten.

## Ergebnisse

### Männer
Joske Teabuge belegte am 7. August 1983 im zweiten Vorlauf über 100 Meter der Männer in einer Zeit von 12,20 Sekunden den achten und letzten Platz. Unter allen 65 Teilnehmern der Vorläufe war lediglich der Afghane Mohamed Ismail Bakaki langsamer.
| Athlet        | Disziplin | Vorlauf | Vorlauf | Viertelfinale      | Viertelfinale      | Halbfinale         | Halbfinale         | Finale             | Finale             |
| Athlet        | Disziplin | Zeit    | Platz   | Zeit               | Platz              | Zeit               | Platz              | Zeit               | Platz              |
| ------------- | --------- | ------- | ------- | ------------------ | ------------------ | ------------------ | ------------------ | ------------------ | ------------------ |
| Joske Teabuge | 100 m     | 12,20 s | 64      | nicht qualifiziert | nicht qualifiziert | nicht qualifiziert | nicht qualifiziert | nicht qualifiziert | nicht qualifiziert |